# Cylindera gracilis
Cylindera gracilis  (лат.) — вид жуков-жужелиц из подсемейства скакунов. Распространён в Восточной Европе, Европейской части России, на Кавказе, в Южной Сибири, Амурской области, Хабаровском и Приморском краях, Монголии, северо-восточном и восточном Китае, на Корейском полуострове и в Японии. Обитают на сухих лугах. Длина тела имаго 11—14 мм. Надкрылья чёрные с двумя бледно-жёлтыми пятнами по бокам каждого из надкрылий, расположенными у середины и у вершины; иногда имеется ещё одно — рыжее пятно, которое расположено вдоль шва за серединой.